# George Bingham
George Charles Bingham (ur. 21 września 1967) – brytyjski arystokrata i bankowiec, jedyny syn słynnego lorda Lucana, który zginął po zamordowaniu opiekunki swoich dzieci, oraz Veroniki Duncan, córki majora Charlesa Duncana.

## Życiorys
W 1998 r. , wtedy jeszcze lord Bingham, złożył podanie o przyznanie mu ojcowskiego miejsca w Izbie Lordów. Lord Kanclerz, baron Irvine of Lairg, odrzucił jednak to podanie, gdyż oficjalnie nie uznano lorda Lucana, 7. hrabiego Lucan za zmarłego. W następnym roku Wysoki Sąd wydał stosowne oświadczenie, jednak akt zgonu został wydany dopiero w roku 2016. Od tego czasu George Charles Bingham posługuje się tytułem Lord Lucan, 8. hrabia Lucan. W tym samym roku ponownie zwrócił się o przyznanie miejsca w Izbie Lordów i takie miejsce uzyskał. 
Lord Lucan ma wykształcenie ekonomiczne i pracuje w Londynie jako inwestor bankowy. Napisał również książkę o sprawie swojego ojca, w której stwierdził, że nie wierzy w winę 7. hrabiego Lucana.
Po zaginięciu 7. hrabiego dzierżawcy posiadłości Binghamów w Castlebar w Irlandii przestali płacić czynsz. Po latach procesów lord Bingham wydaje się zdecydowany na przerwanie procesów i rezygnację z roszczeń do tych terenów, których utrzymanie kosztuje go 30 000 funtów rocznie.
W 2016 roku poślubił Anne-Sophie obecnie hrabinę Lucan, z pochodzenia Dunkę, z którą ma dwójkę dzieci Lorda Binghama (Charlesa) i Lady Daphe Bingham.